# Proliferodiscus caeruleoniger
Proliferodiscus caeruleoniger är en svampart som beskrevs av Spooner 1987. Proliferodiscus caeruleoniger ingår i släktet Proliferodiscus och familjen Hyaloscyphaceae.   Inga underarter finns listade i Catalogue of Life.